# Західна прісноводна черепаха
Західна прісноводна черепаха або тихоокеанська прісноводна черепаха (Actinemys marmorata) — єдиний вид черепах з роду тихоокеанських черепах родини прісноводні черепахи.

## Опис
Невеличка або середнього розміру (до 20 см) черепаха. Ареал обмежений тихоокеанським узбережжям США і Мексики, від штату Вашингтон до штату Північна Нижня Каліфорнія. У травні 2002, канадське агентство рідкісних видів відмітило її як зниклу в Канаді. До недавнього часу цю черепаху класифікували до роду Clemmys, але пізніше перекласифікували до окремого роду.